# ژال اکسپرس
ژال اکسپرس (انگلیسی: JAL Express) شرکت هواپیمایی ژاپنی است، که در سال ۱۹۹۷ تأسیس شد.